# Abd-al-Qahhar (nom)
Abd-al-Qahhar és un nom masculí teòfor àrab islàmic (àrab: عبد القهار, ʿAbd al-Qahhār) que literalment significa ‘Servidor del Vencedor’, essent «el Vencedor» un dels epítets de Déu. Si bé Abd-al-Qahhar és la transcripció normativa en català del nom en àrab clàssic, també se'l pot trobar transcrit Abdul Qahhar... normalment per influència de la pronunciació dialectal o seguint altres criteris de transliteració. Com a teòfor, també el duen molts musulmans no arabòfons que l'han adaptat a les característiques fòniques i gràfiques de la seva llengua.
Vegeu aquí personatges i llocs que duen aquest nom.